# لی هو-سوک
لی هو-سوک (کره‌ای: 이호석؛ زادهٔ ۲۵ ژوئن ۱۹۸۶) اسکیت‌باز سرعت اهل کره جنوبی است.